# 艾比湖镇
艾比湖镇，是中华人民共和国新疆维吾尔自治区博尔塔拉蒙古自治州阿拉山口市下辖的一个乡镇级行政单位。
2014年5月26日，新疆维吾尔自治区人民政府批复同意撤销艾比湖街道办建制，设立艾比湖镇，政府驻原艾比湖街道办事处驻地。

## 行政区划
艾比湖镇下辖以下地区：
艾比湖社区。